# جون باس (سياسي)
جون باس هو سياسي أمريكي، ولد في 18 يوليو 1926، وتوفي في 25 مارس 2007. نشط حزبياً في الحزب الديمقراطي. وقد انتخب عضو مجلس ولاية ميزوري ‏.